# Patamacca
Patamacca è un comune (ressort) del Suriname di 422 abitanti presso la foce del fiume Maroni poco lontano dal confine con la Guyana francese.